# Şahin İmranov
Şahin İmranov (ur. 23 września 1980 w Sumgait) – azerski bokser, brązowy medalista olimpijski, dwukrotny wicemistrz Europy.
Występuje na ringu w wadze piórkowej. Zdobywca brązowego medalu w igrzyskach olimpijskich w 2008 roku w Pekinie. Startował również na igrzyskach olimpijskich w Atenach w 2004 roku, bez sukcesów.
Dwukrotny srebrny medalista mistrzostw Starego Kontynentu (2002, 2006).